# Abbaye de Rastede
L’abbaye de Rastede est une ancienne abbaye bénédictine à Rastede, en Allemagne.

## Histoire
Le monastère de Rastede est fondé en 1091. Le comte Huno et son épouse Willna sont considérés comme les fondateurs. Le titre de comte est controversé, on suppose donc qu'ils avaient un pouvoir de disposer de leurs biens, semblable à celui d'un comte. Tous deux veulent se créer un monument spirituel en fondant l'abbaye. Au départ, ils envisagent un couvent ou un monastère de chanoines. Huno étant mort avant la consécration de l'abbaye, un certain Frédéric, peut-être le fils de Huno, achève la fondation du monastère, qui est finalement consacré en 1091 comme monastère bénédictin en l'honneur de la Vierge Marie. Cinq ans plus tard, en 1096, l'église abbatiale est également consacrée.
L'abbaye est dotée d'abondantes possessions par Huno et Willna. Elle possède bientôt des terres dans et autour de Rastede, dans l'Ammerland, dans le Rüstringen, à l'est de la Weser jusqu'à Bardowick et Lunebourg, ainsi que dans la région de Syke, près de Brême. En outre, Frédéric acquiert des propriétés westphaliennes à Soest, Lüdenscheid, Iserlohn et Arnsberg (enregistrées dans un document papal de 1124). Grâce au paiement de la dîme par les paysans et à l'indépendance matérielle des moines qui en résulte, l'abbaye de Rastede devient un centre spirituel de la région.
Au XIIe siècle, le pouvoir de protection et de disposition est transmis par les relations familiales aux Egilmaringiens, la même famille qui fondera plus tard la maison d'Oldenbourg. Le vogtei considère sa nouvelle « maison-monastère » comme un moyen bienvenu d'élargir sa propre sphère de pouvoir ; pas toujours avec des conséquences positives pour les moines. La charge pesant sur les paysans étant devenue très lourde à la fin du XIIIe siècle, de nombreux paysans sont contraints d'émigrer du territoire. Des actes de guerre, par exemple la bataille d'Altenesch (de), entraînent des pertes de revenus et la mort des paysans. Cependant, les moines dépendent financièrement de leurs paiements pour assurer leur propre niveau de vie relativement élevé.
Jusqu'au milieu du XVe siècle, l'église abbatiale est le lieu de sépulture des comtes d'Oldenbourg. La tâche des moines est de prier pour le salut de la famille régnante. De plus, le clergé est à la disposition des comtes grâce à ses compétences artistiques et sa formation élevée (pour l'époque). En 1336, Jean III charge le moine Hinrich Gloysteen de créer le Miroir des Saxons des Oldenburg, une copie manuscrite du texte juridique saxon en bas allemand. Un autre moine du monastère ajoute des miniatures artistiques. Un manuscrit en parchemin de la Chronique de Rastede de l'ordre (écrit vers 1450 par Heinrich Wolters (de)) et du Livre de Vie (Liber vitae historia monasterii Rastedensis), qui commence à l'époque de la fondation du monastère , sont toujours conservés dans aux Archives du Land de Basse-Saxe, sur le site d'Oldenbourg. Les deux documents constituent désormais des sources importantes pour les recherches sur l'histoire médiévale d'Oldenbourg.
En 1476, Gérard d'Oldenbourg fortifie le monastère avec des douves et des murs.
Pendant la Réforme protestante, l'abbaye perd ses fondements spirituels. Grâce au versement de pensions aux moines, le comte Christophe d'Oldenbourg, chanoine de Cologne et frère du comte régnant Antoine Ier, réussit à devenir proviseur (Verwalter) de l'ordre mourant. Après que le dernier moine quitte l'abbaye en 1529, Christophe se compare à ses frères et se construit un « appartement de loisirs » au monastère. Avec la mort de l'ancien chanoine en 1566, l'édifice perd sa fonction ecclésiastique.
Avec la fin de l'abbaye de Rastede commence à la place le début du château de Rastede (de), construit sur le même site. Les caves voûtées du bâtiment abbatial sont encore conservées aujourd'hui. Également quelques colonnes romanes se dressent derrière le château dans le parc.

## Abbés
- Detmar (1091–1123)
- Sweder (1123–1124)
- Simon (1124–1142)
- Siward (1142–1157)
- Donatian (1158–1184)
- Meinrich (1185–1226)
- Conrad (1227–1239)
- Lambert (1240–1260)
- Willekin von Mercele (1260–1267), parti à l'abbaye Saint-Paul de Brême (de)
- Othon Ier (de) (1267–1285), vient de l'abbaye Saint-Paul
- Albert (1285–1292)
- Gottschalk (1292–1295)
- Heinrich von Nienburg (1295–1302)
- Arnold (1302–1317)
- Johannes (1317–1347)
- Helmerich (1347–1374)
- Oltmann (1374–1380)
- Otto Schepel (1380–1389)
- Heinrich (1389–1401)
- Reiner Reinerus (1401–1437)
- Johannes Fabri (1437–1444)
- Johannes von Gröpelingen (1444–1472)
- Erpold (1472–1499)
- Bernhard (1499–1504)
- Johannes Hesse (1504–1529)